# بيلي أونيل
بيلي أونيل (بالإنكليزية:Billy O'Neill) واسمه الكامل "William Anthony O'Neill" هو لاعب كرة قدم أيرلندي محترف ولد في 29 ديسمبر 1919 ولعب في خط الوسط.